# Pác (archeologická lokalita)
Pác je archeologická lokalita na Slovensku na území stejnojmenné místní části obce Cífer na pravém břehu řeky Gidry v okrese Trnava.
Nacházejí se zde pozůstatky římské vojenské stanice z 1. poloviny 4. století n. l., z níž jsou zachovány zděné základy kasáren a velitelské budovy, zbytky palisádového opevnění s příkopem, dřevěných vojenských baráků, dílen a studna. Pro pozdější dobu jsou doloženy doklady osídlení z doby stěhování národů a slovanská osada z 8. a 9. století. Západně od naleziště bylo odkryto slovanské pohřebiště z 8. století.